# 49ers
49ers sind ein italienisches Italo House- und Eurodance-Projekt, das aus Produzent und DJ Gianfranco Bortolotti und Sängerin Ann-Marie Smith besteht. Es wurde nach dem American Footballteam San Francisco 49ers benannt, weil Smith die 49. Sängerin beim Casting war.
Sie hatten eine Reihe von Hits in den US-Dancecharts, inklusive Touch Me und Don’t You Love Me, die beide dort 1990 Platz eins belegten.
Die 49ers sind ein Beispiel für zwei Charakteristika des Italo House: Der Entnahme lyrischer Hooklines aus anderen Kompositionen und die unausgewogene Verwendung hinsichtlich der englischen Grammatik und Sprechweise. Die Reime, die oft den Refrain bei Italo-House-Songs bilden, ergeben gewöhnlich nur in einer sehr impressionistischen Weise Sinn, wenn überhaupt.

## Geschichte

### Das Debütalbum
Das Projekt wurde Anfang 1988 vom Produzenten Gianfranco Bortolotti gegründet. Die Debütsingle Die Walküre basiert auf einem Lied von Chaba Fadela und Cheb Sahraoui namens N’sel Fik und erreichte Platz 20 in Frankreich. Ein Jahr später folgte Shadows. Nur kurze Zeit danach gewann man Dawn Mitchell dafür, der Kopf des Acts zu werden. Touch Me besteht zum Teil aus einem Sample von Aretha Franklins Rock-a-Lott, der Refrain stammt aus Alysha Warrens eigenem Titel Touch Me. Don’t You Love Me, das hauptsächlich aus einem Sample von Jody Watleys Hit Don’t You Want Me besteht, stieg ebenfalls in die Billboard Hot 100 ein und erreichte dort Platz 78. Andere geborgte Phrasen und Melodieteile sind auf dem ganzen Album verteilt und macht es für den Hörer zu einer akustischen Schnitzeljagd. Der Gesang der 49ers stammt von Alysha Warren (bürgerlich Alyesha Wallen), außer bei I Will Survive, Die Walküre und Shadows, und wurde in den Videos lippensynchron von Dawn umgesetzt, die aber auch den Gesang bei I Will Survive übernahm.
Touch Me wurde im Januar 1990 ein Top-3-Hit in Großbritannien, der Nachfolger Don’t You Love Me erreichte mit Platz 12 die Top 20 der britischen Singlecharts.

### Die folgenden Alben
Ein Remixalbum und die einzelne Single Believe in Me (mitgeschrieben und gesungen von Dawn) wurden 1991 veröffentlicht, wenig später verließ sie das Projekt und wurde von Ann-Marie Smith ersetzt. Das nächste Album Playing with My Heart kam 1992 heraus, diesmal mit Ann-Marie Smith als Sängerin. Daraus wurden fünf Singles veröffentlicht, Move Your Feet, Got to Be Free, The Message, Everything und Keep Your Love.

## Diskografie

### Alben
- 1990: 49ers
- 1991: The Remix Album
- 1992: Playing with My Heart
- 2004: Greatest Hits 1990–2002

### Singles
- 1988: Die Walküre
- 1989: Shadows
- 1989: Touch Me
- 1990: Don’t You Love Me?
- 1990: How Longer
- 1990: Girl to Girl
- 1990: I Need U
- 1991: Move Your Feet
- 1992: Got to Be Free
- 1992: The Message
- 1993: Everything
- 1993: Keep Your Love
- 1994: Rockin’ My Body
- 1995: Hangin’ On to Love
- 1996: Baby I’m Yours
- 1997: I Got the Music (I Got It)
- 1998: Let the Sunshine In